# Maestro dell'Altare di Beyghem
Maestro dell'Altare di Beyghem (fl. XVI secolo) è stato un pittore anonimo fiammingo attivo a Bruxelles nel primo terzo del XVI secolo.
L'anonimo artista, di cultura gotica ma con qualche riferimento classicheggiante, prende il suo nome da una serie di dipinti provenienti da Bruxelles, e ora conservati nella chiesa di Beyghem vicino a Bruxelles.
Del suo catalogo fanno inoltre parte sia il Cristo nel Getsemani del Museo delle Belle Arti di Digione, con un'irreale illuminazione artificiale, che il Cristo davanti a Pilato di Filadelfia.